# Lovozero rajon
Lovozero är ett rajon i Murmansk oblast i nordvästra Ryssland. Den administrativa huvudorten är Lovozero medan den största orten är Revda.